# Marktsteft
Marktsteft é uma cidade da Alemanha, localizada no distrito de Kitzingen, no estado de Baviera.